# 솔리스트 (발레)
솔리스트(프랑스어: Soliste)는 발레의 주요한 역할을 담당하는 무용수를 말한다. 대개는 단독으로 추기 때문에 이렇게 부른다. 다만 단독이라 해도 혼자라서라는 뜻은 아니다. 즉 솔리스트가 혼자서 추는 경우와 그 솔리스트가 둘 이상이 어울려 추는 경우가 있다.  수많은 솔리스트 가운데에서 최고의 지위에 있으면서 한 발레의 주역을 담당하는 무용수를 제1무용수라고 부른다.  그것이 여성인 경우는 여성 제1무용수, 남성의 경우는 남성 제1무용수라고 한다. 그리고 이 여성 제1무용수를 발레리나라고 부르는 수도 있다. 발레리나라는 명칭은 일반적으로 '발레를 추는 여성'이라는 뜻으로 사용하나 이는 잘못된 것이며, 여성 무용수 가운데의 계급 이름으로 일반적인 호칭은 아니다.